# 22 Dreams
22 Dreams è un album di Paul Weller.

## Tracce
1. Light Nights – 3:45
2. 22 Dreams – 2:48
3. All I Wanna Do (Is Be With You) – 4:36
4. Have You Made Up Your Mind – 3:15
5. Empty Ring – 3:03
6. Invisible – 4:07
7. Song For Alice – 3:38
8. Cold Moments – 5:00
9. The Dark Pages of September Lead to the New Leaves of Spring – 0:45
10. Black River – 3:48
11. Why Walk When You Can Run – 4:14
12. Push It Along – 2:53
13. A Dream Reprise – 1:09
14. Echoes Round the Sun – 3:09
15. One Bright Star – 2:58
16. Lullaby Für Kinder – 2:23
17. Where'er Ye Go – 2:47
18. God – 2:03
19. 111 – 2:24
20. Sea Spray – 3:55
21. Night Lights – 6:07

Deluxe Edition
1. 22 Dreams (original demo)
2. Rip The Pages Up
3. Light Nights (original demo)
4. Cold Moments (original demo)
5. Love's Got Me Crazy
6. Invisible (Marco version)
7. Big Brass Buttons (instrumental)
8. 22 Dream (instrumental)